# Şamaxı Futbol Klubu
Il Şamaxı Futbol Klubu, meglio noto come Şamaxı, dal 2004 all'ottobre 2017 come İnter Peşəkar İdman Klubu e dal 2017 al 2022 come Keşlə Futbol Klubu, è una società calcistica azera con sede a Keşlə, municipalità della città di Baku, dove fu fondata nel 1997. Milita in Premyer Liqası, la massima serie del campionato azero di calcio. Nella sua storia ha vinto due campionati azeri e una coppa d'Azerbaigian.

## Storia
Il club venne fondato nel 1997 come Xəzər Universiteti. In quell'anno l'Università Khazar, la prima università privata dell'Azerbaigian, fondò una squadra di calcio avente lo stesso nome e si iscrisse al campionato dilettanti. Il club giocò a livello dilettantistico fino alla stagione 1998-1999. Nel 1999-2000 partecipò alla massima divisione azera e concluse la sua prima stagione in massima serie piazzandosi all'undicesimo posto. Negli anni seguenti finì prima settima (2000-2001) e poi terza (2001-2002). Al termine della stagione 2003-2004 la squadra ottenne un buon quarto posto, che valse alla società la qualificazione in Coppa Intertoto UEFA per la prima volta nella sua storia. Nel primo turno della Coppa Intertoto 2004 il Xəzər Universiteti batté gli austriaci del Bregenz per 3-0 all'andata per forfait e prevalse per 2-1 nel ritorno. Nel secondo turno perse la partita di andata contro i finlandesi del Tampere United per 3-0 e vinse nel ritorno a Baku per 1-0, venendo eliminata.
Nell'estate del 2004 i diritti sportivi del Xəzər Universiteti furono acquisiti dal neonato İnter-Bakı Peşəkar İdman Klubu, che si iscrisse al campionato azero di massima serie. Negli ultimi mesi del 2004 furono apportati cambiamenti nell'assetto societario, che condussero ad un nuovo mutamento di denominazione in İnter-Bakı Peşəkar İdman Klubu. La compagine della capitale azera terminò la stagione 2004-2005 al settimo posto, per poi migliorare nella stagione seguente (quarto posto) e confermando il quarto posto nella stagione 2006-2007. Al termine della Premyer Liqası 2007-2008 vinse il suo primo titolo nazionale. In qualità di campione dell'Azerbaigian partecipò ai preliminari della UEFA Champions League 2008-2009: dopo aver avuto la meglio sul Rabotnički grazie alla regola dei gol in trasferta, venne eliminato dal Partizan al secondo turno preliminare. Vinse il suo secondo campionato nazionale nella stagione 2009-2010. Negli anni successivi mantenne le prime posizioni al termine del campionato di Premyer Liqası, qualificandosi con una certa regolarità alla UEFA Europa League. Nell'edizione 2015-2016 della UEFA Europa League superò prima gli albanesi del Laçi, poi gli islandesi del FH Hafnarfjörðar, raggiungendo per la prima volta il terzo turno preliminare, dove venne eliminato dagli spagnoli dell'Athletic Bilbao. Il 31 marzo 2016 la CFCB, l'organo di controllo finanziario della UEFA, comunicò l'esclusione dell'İnter dalla partecipazione alle competizioni UEFA per le successive tre stagioni a causa delle difficoltà finanziarie in cui versava il club. Nonostante ciò, il club riuscì a pagare gli stipendi e ad allestire una squadra in grado di chiudere al terzo posto il campionato di Premyer Liqası 2016-2017.
Il 28 ottobre 2017 il club cambiò ufficialmente denominazione in Keşlə Futbol Klubu, cambiando anche il logo e i colori sociali.
Nel 2018, vince la sua prima coppa nazionale, battendo in finale il Qəbələ col punteggio di 1-0. Bissa il successo nel 2021, battendo il Sumqayıt col punteggio di 2-1. 
Il 6 aprile 2022, la società cambia nuovamente denominazione, diventando Şamaxı Futbol Klubu.

## Palmarès

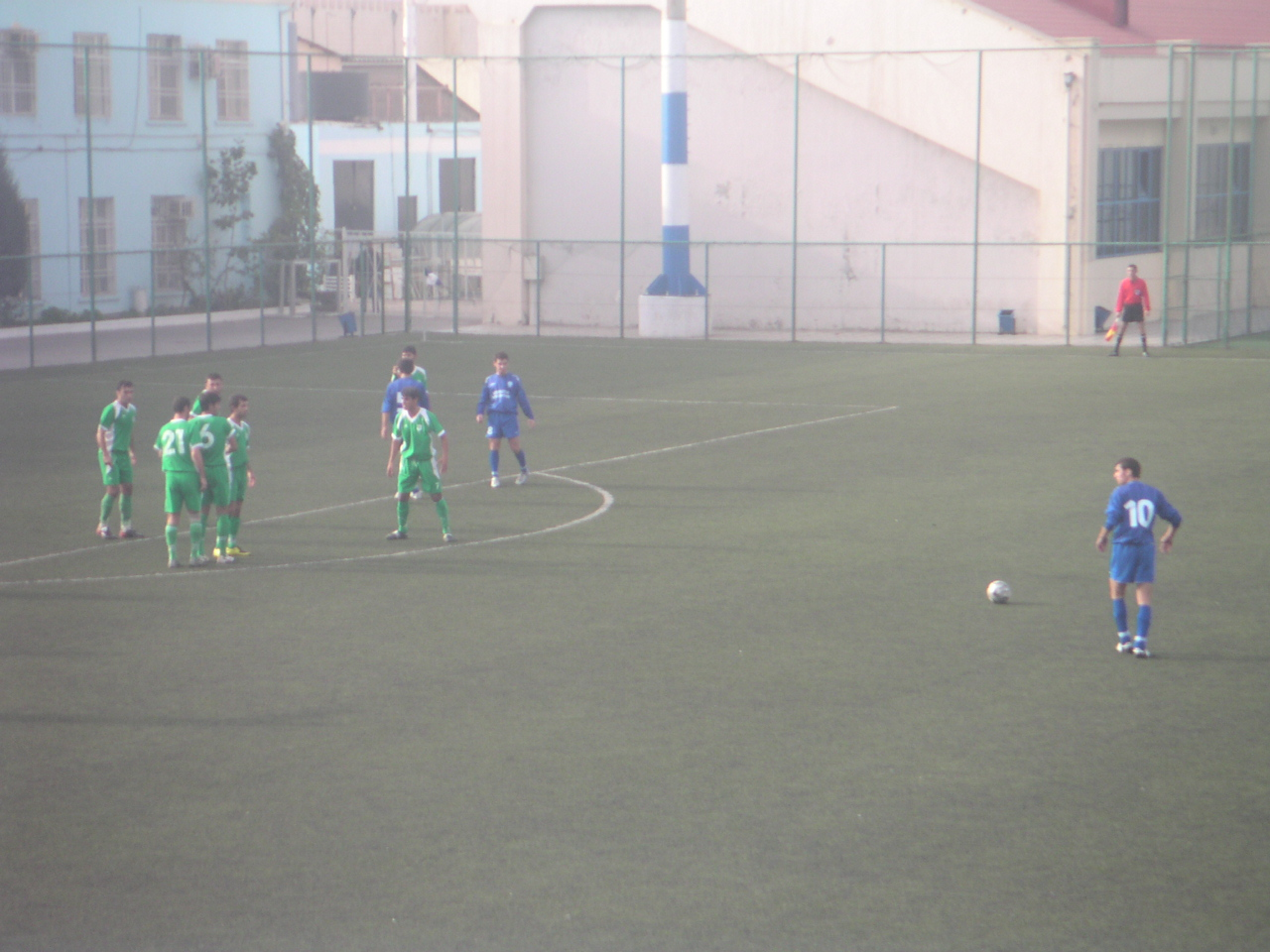
L'Inter Baku in gioco nel novembre 2007 in uno dei campi alle spalle dello Shafa Stadium.

### Competizioni nazionali
- Campionato azero: 2

2007-2008, 2009-2010
- Coppa d'Azerbaigian: 2

2017-2018, 2020-2021
- Birinci Divizionu: 1

2023-2024

### Competizioni internazionali
- Coppa dei Campioni della CSI: 1

2011

### Altri piazzamenti
- Campionato azero:

Secondo posto: 2008-2009, 2013-2014, 2014-2015
Terzo posto: 2011-2012, 2012-2013, 2019-2020
- Coppa d'Azerbaigian:

Finalista: 2004-2005, 2007-2008, 2008-2009, 2010-2011
- Coppa dei Campioni della CSI:

Semifinalista: 2009

## Statistiche e record

### Partecipazione alle competizioni UEFA
| Competizione          | Partecipazioni | Debutto   | Ultima stagione | Totale |
| --------------------- | -------------- | --------- | --------------- | ------ |
| UEFA Champions League | 2              | 2008-2009 | 2010-2011       | 2      |
| UEFA Europa League    | 8              | 2009-2010 | 2020-2021       | 8      |
| Coppa Intertoto UEFA  | 1              | 2004      | 2004            | 1      |

| Stagione | Torneo                | Turno                     | Club             | Andata     | Ritorno   | Totale        |
| -------- | --------------------- | ------------------------- | ---------------- | ---------- | --------- | ------------- |
| 2004     | Coppa Intertoto UEFA  | Primo turno               | SC Bregenz       | 3-0 a tav. | 2-1       | 5-1           |
| 2004     | Coppa Intertoto UEFA  | Secondo turno             | Tampere United   | 0-3        | 1-0       | 1-3           |
| 2008-09  | UEFA Champions League | Primo turno preliminare   | Rabotnički       | 0-0        | 1-1       | 1-1 (gfc)     |
| 2008-09  | UEFA Champions League | Secondo turno preliminare | Partizan         | 1-1        | 0-2       | 0-2           |
| 2009-10  | UEFA Europa League    | Primo turno preliminare   | Spartak Trnava   | 1-2        | 1-3       | 1-5           |
| 2010-11  | UEFA Champions League | Secondo turno preliminare | Lech Poznań      | 0-1        | 1-0 (dts) | 1-1 (8-9 dtr) |
| 2012-13  | UEFA Europa League    | Primo turno preliminare   | Trans Narva      | 5-0        | 2-0       | 7-0           |
| 2012-13  | UEFA Europa League    | Secondo turno preliminare | Asteras Tripolīs | 1-1        | 1-1 (dts) | 2-2 (2-4 dtr) |
| 2013-14  | UEFA Europa League    | Primo turno preliminare   | IFK Mariehamn    | 1-1        | 2-0       | 3-1           |
| 2013-14  | UEFA Europa League    | Secondo turno preliminare | Tromsø           | 0-2        | 1-0       | 1-2           |
| 2014-15  | UEFA Europa League    | Primo turno preliminare   | FC Tiraspol      | 3-2        | 3-1       | 6-4           |
| 2014-15  | UEFA Europa League    | Secondo turno preliminare | Elfsborg         | 1-0        | 0-1 (dts) | 1-1 (3-4 dtr) |
| 2015-16  | UEFA Europa League    | Primo turno preliminare   | Laçi             | 1-1        | 0-0       | 1-1 (gfc)     |
| 2015-16  | UEFA Europa League    | Secondo turno preliminare | FH Hafnarfjörðar | 2-1        | 2-2 (dts) | 4-3           |
| 2015-16  | UEFA Europa League    | Terzo turno preliminare   | Athletic Bilbao  | 0-2        | 0-0       | 0-2           |
| 2017-18  | UEFA Europa League    | Primo turno preliminare   | Mladost Lučani   | 2-0        | 3-0       | 5-0           |
| 2017-18  | UEFA Europa League    | Secondo turno preliminare | Fola Esch        | 1-0        | 1-4       | 2-4           |
| 2018-19  | UEFA Europa League    | Primo turno preliminare   | Balzan           | 2-1        | 1-4       | 3-5           |
| 2020-21  | UEFA Europa League    | Primo turno preliminare   | Laçi             |            |           | 0-0 (4-5 dtr) |

### Record
Nella storia recente del club, l'Inter Baku ha mantenuto per lunghi periodi l'imbattibilità casalinga: tra l'11 agosto 2004 e il 6 aprile 2006 (serie interrotta contro il Netchi 0-1), tra il 2 maggio 2007 e il 15 febbraio 2009 (serie interrotta contro l'FK Baku 0-1), tra il 14 marzo 2009 e il 4 aprile 2010 (serie interrotta contro il Qarabağ (0-1) e dal 7 aprile 2012.

## Organico

### Rosa 2020-2021
Aggiornata al 31 ottobre 2020.
| N. |                        | Ruolo | Calciatore        |
| -- | ---------------------- | ----- | ----------------- |
| 1  | Moldavia (bandiera)    | P     | Stanislav Namașco |
| 2  | Azerbaigian (bandiera) | D     | İlkin Qırtımov    |
| 3  | Azerbaigian (bandiera) | D     | Tərlan Quliyev    |
| 4  | Azerbaigian (bandiera) | D     | Şəhriyar Əliyev   |
| 7  | Azerbaigian (bandiera) | C     | Rəhman Hacıyev    |
| 8  | Azerbaigian (bandiera) | D     | Tural Axundov     |
| 9  | Paraguay (bandiera)    | C     | César Meza Colli  |
| 11 | Brasile (bandiera)     | A     | Sílvio            |
| 13 | Azerbaigian (bandiera) | C     | Pərviz Azadov     |
| 14 | Azerbaigian (bandiera) | C     | Turan Vəlizadə    |
| 16 | Brasile (bandiera)     | C     | Alvaro            |
| 17 | Azerbaigian (bandiera) | C     | Vüsal İsgəndərli  |
| 18 | Azerbaigian (bandiera) | D     | Ruslan Əmircanov  |
| 19 | Azerbaigian (bandiera) | D     | Azər Salahlı      |

| N. |                         | Ruolo | Calciatore           |
| -- | ----------------------- | ----- | -------------------- |
| 20 | Azerbaigian (bandiera)  | D     | Rail Məlikov         |
| 21 | Montenegro (bandiera)   | D     | Mijuško Bojović      |
| 22 | Uzbekistan (bandiera)   | C     | Shohrux Gadoyev      |
| 23 | Brasile (bandiera)      | D     | Artur                |
| 25 | Sierra Leone (bandiera) | C     | John Kamara          |
| 27 | Azerbaigian (bandiera)  | P     | Akpar Valiyev        |
| 42 | Angola (bandiera)       | A     | Alexander Christovao |
| 48 | Ucraina (bandiera)      | C     | Dmytro Kl'oc         |
| 85 | Azerbaigian (bandiera)  | P     | Kamal Bayramov       |
| 88 | Azerbaigian (bandiera)  | C     | Seymur Əsədov        |
| 90 | Azerbaigian (bandiera)  | C     | Orxan Fərəcov        |
| 97 | Azerbaigian (bandiera)  | A     | Xəzər Mahmudov       |
| 99 | Azerbaigian (bandiera)  | C     | Rafael Məhərrəmli    |

### Rosa 2019-2020
| N. |                        | Ruolo | Calciatore        |
| -- | ---------------------- | ----- | ----------------- |
| 1  | Moldavia (bandiera)    | P     | Stanislav Namașco |
| 2  | Azerbaigian (bandiera) | D     | İlkin Qırtımov    |
| 3  | Azerbaigian (bandiera) | D     | Jabir Amirli      |
| 4  | Azerbaigian (bandiera) | D     | Slavik Alkhasov   |
| 5  | Argentina (bandiera)   | D     | Franco Flores     |
| 6  | Azerbaigian (bandiera) | C     | Rəşad Sadıqov     |
| 7  | Azerbaigian (bandiera) | C     | Tural Bayramli    |
| 8  | Azerbaigian (bandiera) | C     | Murad Ağayev      |
| 9  | Paraguay (bandiera)    | A     | Lorenzo Frutos    |
| 10 | Paraguay (bandiera)    | C     | César Meza Colli  |
| 11 | Azerbaigian (bandiera) | A     | Ruslan Qurbanov   |

| N. |                         | Ruolo | Calciatore           |
| -- | ----------------------- | ----- | -------------------- |
| 17 | Azerbaigian (bandiera)  | C     | Vüsal İsgəndərli     |
| 18 | Azerbaigian (bandiera)  | D     | Ruslan Əmircanov     |
| 19 | Azerbaigian (bandiera)  | D     | Azer Salahli         |
| 21 | Montenegro (bandiera)   | D     | Mijuško Bojović      |
| 22 | Azerbaigian (bandiera)  | C     | Əfran İsmayılov      |
| 25 | Sierra Leone (bandiera) | C     | John Kamara          |
| 33 | Azerbaigian (bandiera)  | D     | Tərlan Quliyev       |
| 30 | Uzbekistan (bandiera)   | C     | Shohrux Gadoyev      |
| 42 | Angola (bandiera)       | A     | Alexander Christovao |
| 71 | Azerbaigian (bandiera)  | A     | Emin Guliyev         |
| 94 | Azerbaigian (bandiera)  | P     | Rashad Azizli        |

### Rose delle stagioni precedenti
- 2017-2018
- 2015-2016
- 2010-2011